# SK Fotbalová škola Třebíč
SK Fotbalová škola Třebíč (také FŠ Třebíč nebo SK FŠ Třebíč, případně Foška) je český fotbalový klub z Třebíče, který hraje v různých ligách, tvoří jej mládežnické týmy v mnoha úrovních, mužský tým A, mužský tým B a ženský tým.

## Historie
Fotbalová škola v Třebíči byla založena v roce 1998, původně působila jen jako mládežnický klub, v roce 2016 byl pak založen i tým dospělých mužů. Zpočátku FŠ spolupracovala s TJ BOPO Třebíč, ten se však v roce 2002 sloučil s FC Slavia Třebíč a vznikl tak HFK Třebíč, s kterým spolupráce pokračovala. V roce 2008 přišel do týmu Luděk Procházka, který dřív působil v klubech Sparta Praha a Slavia Praha, ten se pak věnoval dále rozvoji týmu. V témže roce také byla ukončena spolupráce s HFK Třebíč.
V roce 2022 bylo oznámeno sloučení klubů HFK Třebíč a SK Fotbalová škola Třebíč, to zkomplikoval postup Fotbalové školy do I. A třídy a možný sestup HFK do I. A třídy. Původně se plánovaly týmy ve dvou různých soutěžích, nově by týmy mohly nastupovat v jedné soutěži. Spojení klubů nakonec bylo odloženo a tým, který se měl jmenovat nově FK Třebíč tak nevzniknul. SK Fotbalová škola Třebíč a HFK Třebíč nastupují od roku 2022 v I. A třídě Kraje Vysočina. SK Fotbalová škola však postoupila v roce 2024 do Moravskoslezské divize – skupiny D.
V roce 2022 začali trénovat na hřiští FŠ Třebíči i děti z mládežnického výběru fotbalového klubu Dynamo Kyjev.

## Umístění v jednotlivých sezonách
Legenda: Z - zápasy, V - výhry, R - remízy, P - porážky, VG - vstřelené góly, OG - obdržené góly, +/- - rozdíl skóre, B - body, červené podbarvení - sestup, zelené podbarvení - postup, fialové podbarvení - reorganizace, změna skupiny či soutěže

### Muži A
| Česko (2016 - ) |                                   |        |    |    |   |    |     |    |     |    |        |
| Sezóny          | Liga                              | Úroveň | Z  | V  | R | P  | VG  | OG | +/- | B  | Pozice |
| 2016/17         | IV. třída okresu Třebíč - sk. B   | 10     | 18 | 14 | 0 | 4  | 94  | 31 | +63 | 42 | 2.     |
| 2017/18         | III. třída okresu Třebíč - sk. B  | 9      | 22 | 19 | 2 | 1  | 97  | 25 | +72 | 59 | 1.     |
| 2018/19         | Okresní přebor Třebíč             | 8      | 26 | 18 | 6 | 2  | 94  | 29 | +65 | 60 | 1.     |
| 2019/20         | I. B třída Kraje Vysočina - sk. B | 7      | 13 | 12 | 0 | 1  | 48  | 14 | +34 | 36 | 1.     |
| 2020/21         | I. B třída Kraje Vysočina - sk. B | 7      | 9  | 6  | 0 | 3  | 29  | 11 | +18 | 18 | 2.     |
| 2021/22         | I. B třída Kraje Vysočina - sk. B | 7      | 26 | 23 | 2 | 1  | 116 | 18 | +98 | 71 | 1.     |
| 2022/23         | I. A třída Kraje Vysočina - sk. B | 6      | 26 | 19 | 4 | 3  | 87  | 31 | +56 | 61 | 1.     |
| 2023/24         | Přebor Kraje Vysočina             | 5      | 26 | 18 | 4 | 4  | 96  | 27 | +69 | 58 | 1.     |
| 2024/25         | Divize D                          | 4      | 30 | 7  | 7 | 16 | 39  | 61 | -22 | 28 | 15.    |
| 2025/26         | Divize D                          | 4      |    |    |   |    |     |    |     |    |        |

### Muži B
| Česko (2020 - ) |                                 |        |    |    |   |    |     |    |      |    |        |
| Sezóny          | Liga                            | Úroveň | Z  | V  | R | P  | VG  | OG | +/-  | B  | Pozice |
| 2020/21         | IV. třída okresu Třebíč - sk. A | 10     | 8  | 3  | 1 | 4  | 22  | 23 | -1   | 10 | 8.     |
| 2021/22         | IV. třída okresu Třebíč - sk. A | 10     | 22 | 12 | 1 | 9  | 77  | 52 | +25  | 37 | 5.     |
| 2022/23         | IV. třída okresu Třebíč - sk. A | 10     | 22 | 16 | 3 | 3  | 102 | 34 | +68  | 51 | 2.     |
| 2023/24         | III. třída okresu Třebíč        | 9      | 26 | 14 | 2 | 10 | 96  | 57 | +39  | 44 | 4.     |
| 2024/25         | 9. liga mužů OFS Třebíč         | 9      | 26 | 20 | 3 | 3  | 153 | 45 | +108 | 63 | 2.     |
| 2025/26         | 9. liga mužů OFS Třebíč         | 9      |    |    |   |    |     |    |      |    |        |

### Ženy
| Česko (2022 - ) |                                       |        |    |   |   |    |    |    |     |    |        |
| Sezóny          | Liga                                  | Úroveň | Z  | V | R | P  | VG | OG | +/- | B  | Pozice |
| 2022/23         | Moravskoslezská divize žen - Divize C | 4      | 18 | 4 | 1 | 3  | 42 | 93 | -51 | 13 | 8.     |
| 2023/24         | Moravskoslezská divize žen - Divize C | 4      | 18 | 6 | 2 | 10 | 79 | 76 | +3  | 20 | 7.     |
| 2024/25         | Moravskoslezská divize žen - Divize C | 4      | 16 | 7 | 2 | 7  | 81 | 57 | +24 | 23 | 6.     |
| 2025/26         | Moravskoslezská liga žen              | 3      |    |   |   |    |    |    |     |    |        |